# هرندن (ویرجینیا)
هرندن، ویرجینیا (به انگلیسی: Herndon, Virginia) یک سکونتگاه مسکونی در ایالات متحده آمریکا است که در شهرستان فرفکس، ویرجینیا واقع شده‌است.

## خصوصیات
هرندن ۱۰٫۹ کیلومترمربع مساحت و ۲۳٬۲۹۲ نفر جمعیت دارد و ۱۱۲ متر بالاتر از سطح دریا واقع شده‌است.